# Jugurtha Hamroun
Pour les articles homonymes, voir Jugurtha (homonymie).
Jugurtha Hamroun (en tifinagh : ⵊⵓⴳⵓⵔⵜⴰ ⵀⴰⵎⵔⵓⵏ), né le 27 janvier 1989 à Bouzeguène dans la wilaya de Tizi Ouzou, est un footballeur franco-algérien, qui joue au poste d'ailier.
Durant sa carrière, il évolue en France, en Bulgarie, en Turquie, en Roumanie, au Qatar et en Algérie. Il participe aux tours préliminaires de la Ligue des champions de l'UEFA et de la Ligue Europa, ainsi qu'à la Ligue des champions d'Asie.

## Carrière

### En club
Le 5 février 2024, il signe, avec la JS Kabylie, jusqu'à la fin de la saison 2024-2025.

## Vie personnelle
Il est le cousin du footballeur Rezki Hamroune.

## Palmarès

### En clubs
- Vainqueur de la Coupe de France 2009 avec l'EA Guingamp.
- Finaliste du Trophée des champions 2009 avec l'EA Guingamp.
- Vainqueur de la Coupe de la Ligue roumaine 2016 avec le Steaua Bucarest.
- Vainqueur de la Coupe du Qatar 2017 avec le Al-Sadd SC.
- Vainqueur de la Coupe Crown Prince de Qatar 2017 avec le Al-Sadd SC.
- Vainqueur de la Coupe Sheikh Jassem du Qatar 2017 avec le Al-Sadd SC.
- Finaliste de la Coupe Crown Prince de Qatar 2018 avec le Al-Sadd SC.
- Vainqueur du Championnat du Qatar de deuxième division 2022 avec le Al-Markhiya SC.

### Distinction individuelle
- Meilleur buteur de la Coupe de Turquie 2021 avec l'Erzurumspor FK (4 buts).